# 1073 Gellivara
Az 1073 Gellivara (ideiglenes jelöléssel 1923 OW) a Naprendszer kisbolygóövében található aszteroida. Johann Palisa fedezte fel 1923. szeptember 14-én. Nevét Gällivare svéd városról kapta.